# Leichtathletik-Weltmeisterschaften 2017/Teilnehmer (Belgien)
| Gelbes Symbol für Goldmedaillen mit stilisierten Olympischen Ringen | Graues Symbol für Silbermedaillen mit stilisierten Olympischen Ringen | Braundes Symbol für Bronzemedaillen mit stilisierten Olympischen Ringen |
| ------------------------------------------------------------------- | --------------------------------------------------------------------- | ----------------------------------------------------------------------- |
| 1                                                                   | —                                                                     | —                                                                       |

Von Belgien wurden fünf Athletinnen und 13 Athleten für die Leichtathletik-Weltmeisterschaften 2017 in London nominiert.

## Ergebnisse

### Frauen

#### Laufdisziplinen
| Athletin      | Disziplin    | Vorlauf | Vorlauf | Halbfinale         | Halbfinale         | Finale             | Finale             |
| Athletin      | Disziplin    | Zeit    | Platz   | Zeit               | Platz              | Zeit               | Platz              |
| ------------- | ------------ | ------- | ------- | ------------------ | ------------------ | ------------------ | ------------------ |
| Eline Berings | 100 m Hürden | 13,35 s | 33      | nicht qualifiziert | nicht qualifiziert | nicht qualifiziert | nicht qualifiziert |
| Anne Zagré    | 100 m Hürden | 12,97 s | 15      | 13,34 s            | 24                 | nicht qualifiziert | nicht qualifiziert |

#### Sprung/Wurf
| Athletin    | Disziplin      | Qualifikation | Qualifikation | Finale             | Finale             |
| Athletin    | Disziplin      | Weite/Höhe    | Platz         | Weite/Höhe         | Platz              |
| ----------- | -------------- | ------------- | ------------- | ------------------ | ------------------ |
| Fanny Smets | Stabhochsprung | 4,20 m        | 20            | nicht qualifiziert | nicht qualifiziert |

#### Siebenkampf
| Athletin         | Disziplin | 100 m Hürden | Hochsprung | Kugelstoßen | 200 m   | Weitsprung | Speerwurf | 800 m       | Punkte | Platz |
| ---------------- | --------- | ------------ | ---------- | ----------- | ------- | ---------- | --------- | ----------- | ------ | ----- |
| Hanne Maudens    | Ergebnis  | 14,47 s      | 1,77 m     | 11,80 m     | 25,43 s | 6,15 m     | 35,44 m   | 2:12,87 min | 5749   | 23    |
| Hanne Maudens    | Punkte    | 913          | 941        | 648         | 848     | 896        | 580       | 923         | 5749   | 23    |
| Nafissatou Thiam | Ergebnis  | 13,54 s      | 1,95 m CHB | 15,17 m     | 24,57 s | 6,57 m SB  | 53,93 m   | 2:21,42 min | 6784   | Gold  |
| Nafissatou Thiam | Punkte    | 1044         | 1171       | 872         | 927     | 1030       | 936       | 804         | 6784   | Gold  |

### Männer

#### Laufdisziplinen
| Athlet | Disziplin | Vorlauf        | Vorlauf | Halbfinale         | Halbfinale         | Finale             | Finale             |
| Athlet | Disziplin | Zeit           | Platz   | Zeit               | Platz              | Zeit               | Platz              |
| --- | --------- | -------------- | ------- | ------------------ | ------------------ | ------------------ | ------------------ |
| Jonathan Borlée                                                                                              | 400 m     | 45,70 s        | 22      | 45,23 s            | 16                 | nicht qualifiziert | nicht qualifiziert |
| Kévin Borlée                                                                                                 | 400 m     | 45,09 s        | 11      | 45,10 s            | 11                 | nicht qualifiziert | nicht qualifiziert |
| Ismaël Debjani                                                                                               | 1500 m    | 3:43,71 min    | 22      | nicht qualifiziert | nicht qualifiziert | nicht qualifiziert | nicht qualifiziert |
| Bashir Abdi                                                                                                  | 5000 m    | 13:30,71 min   | 19      |                    |                    | nicht qualifiziert | nicht qualifiziert |
| Soufiane Bouchikhi                                                                                           | 5000 m    | 13:28,64 min   | 11      |                    |                    | nicht qualifiziert | nicht qualifiziert |
| Abdelhadi El Hachimi                                                                                         | Marathon  |                |         |                    |                    | DNF                | DNF                |
| Dylan Borlée Jonathan Borlée Robin Vanderbemden Kévin Borlée nicht eingesetzt: Jonathan Sacoor Julien Watrin | 4 × 400 m | 2:59,47 min SB | 3       |                    |                    | 3:00,04 min        | 4                  |

#### Sprung/Wurf
| Athlet         | Disziplin      | Qualifikation | Qualifikation | Finale             | Finale             |
| Athlet         | Disziplin      | Weite/Höhe    | Platz         | Weite/Höhe         | Platz              |
| -------------- | -------------- | ------------- | ------------- | ------------------ | ------------------ |
| Arnaud Art     | Stabhochsprung | 5,60 m        | 9             | NM                 | ––                 |
| Philip Milanov | Diskuswurf     | 63,16 m       | 14            | nicht qualifiziert | nicht qualifiziert |

#### Zehnkampf
| Athlet                  | Disziplin | 100 m      | Weitsprung | Kugelstoßen | Hochsprung | 400 m | 110 m Hürden | Diskuswurf | Stabhochsprung | Speerwurf | 1500 m | Punkte | Platz |
| ----------------------- | --------- | ---------- | ---------- | ----------- | ---------- | ----- | ------------ | ---------- | -------------- | --------- | ------ | ------ | ----- |
| Thomas Van der Plaetsen | Ergebnis  | 11,35 s SB | 7,09 m     | 13,03 m SB  | 1,96 m     | DNS   | ––           | ––         | ––             | ––        | ––     | DNF    | ––    |
| Thomas Van der Plaetsen | Punkte    | 784        | 835        | 669         | 767        | 0     | ––           | ––         | ––             | ––        | ––     | DNF    | ––    |